# Мадонна с Младенцем (картина Чимы да Конельяно, Эрмитаж)
«Мадонна с Младенцем» — картина итальянского художника Джованни Баттисты Чимы да Конельяно из собрания Государственного Эрмитажа.
На картине изображена дева Мария с младенцем Христом на руках. Фон за ними условно разделён на две равные части: слева показан гористый пейзаж с церковью на озере, правая часть закрыта зелёным занавесом. Справа внизу полустёртая подпись художника, в которой читается только начало: Conegli…
Картина традиционно считается работой Чимы да Конельяно и предполагается что она написана между 1496 и 1499 годами. Однако, на лице Марии некоторые исследователи отмечают следы постороннего вмешательства. Поэтому возникло предположение, что картина могла быть написана или доработана художником из мастерской Чимы. В Эрмитаже считают картину собственноручной работой Чимы.
Ранняя история картины неизвестна. В XIX веке она находилась в собрании герцога Е. М. Лейхтенбергского, а в начале XX века принадлежала князю Л. М. Кочубею, к которому попала вероятно в качестве приданого его жены  Д. Е. Богарне (дочери Е. М. Лейхтенбергского), и затем его сыну Евгению. После Октябрьской революции собрание Кочубеев было национализировано, картина поступила в Государственный музейный фонд, в котором аккумулировались реквизированные произведения искусства для дальнейшей их передачи в музеи. В 1920 году картина из ГМФ поступила в Эрмитаж.
Картина выставляется в здании Большого (Старого) Эрмитажа в зале 217.
У картины есть несколько авторских повторений, на всех из них младенец изображён стоящим и он с Марией смотрят друг на друга. Эта серия датируется так же как и эрмитажная работа — около 1496—1499 годов. Главное отличие всех других вариантов — отсутствует занавес в правой части картины и весь фон составляет единый пейзаж, причём пейзажи везде разные. Одно из повторений находится в Лондонской национальной галерее (дерево, масло; 69,2 × 57,2 см; инвентарный № NG300). Близка к лондонскому варианту и работа из музея искусств округа Лос-Анджелес (дерево, масло; 73 × 59,4 см; инвентарный № M.2008.9). Ещё один вариант имеется в собрании Художественного музея Северной Каролины (дерево, масло; 71,1 × 62,9 см; инвентарный № 52.9.152), причём этот вариант ранее также находился в Эрмитаже, в марте 1928 года был передан в контору «Антиквариат» с указанием что «собственноручность картины является сомнительной» и был продан в ноябре того же года в Берлине с аукциона за 55000 марок (покупателем была лондонская антикварная фирма). Единственный наиболее близкий вариант хранится в Лувре и считается работой мастерской Чимы (дерево, масло; 71 × 48 см; инвентарный № RF2100), он почти полностью идентичен эрмитажному, но занавес на нём коричневого цвета и датируется он существенно позже всех других — около 1504—1507 годов.
Существует другой тип «Мадонны с Младенцем» на фоне пейзажа работы Чимы. На большинстве этих картин младенец изображён сидящим на руках матери, и их взгляды направлены в разные стороны. Однако объединяющей деталью этой серии с эрмитажной картиной является наличие зелёного занавеса, делящего фон по вертикали на две равные части. Относительно близкой работой можно считать вариант из Штеделевского института (дерево (тополь), масло; 68 × 52,7 см; инвентарный № 852). Эта работа единственная в серии, где младенец изображён стоящим, сцена показана в помещении и фоновый пейзаж виден только из окна. Этот вариант датируется около 1500—1504 годов.

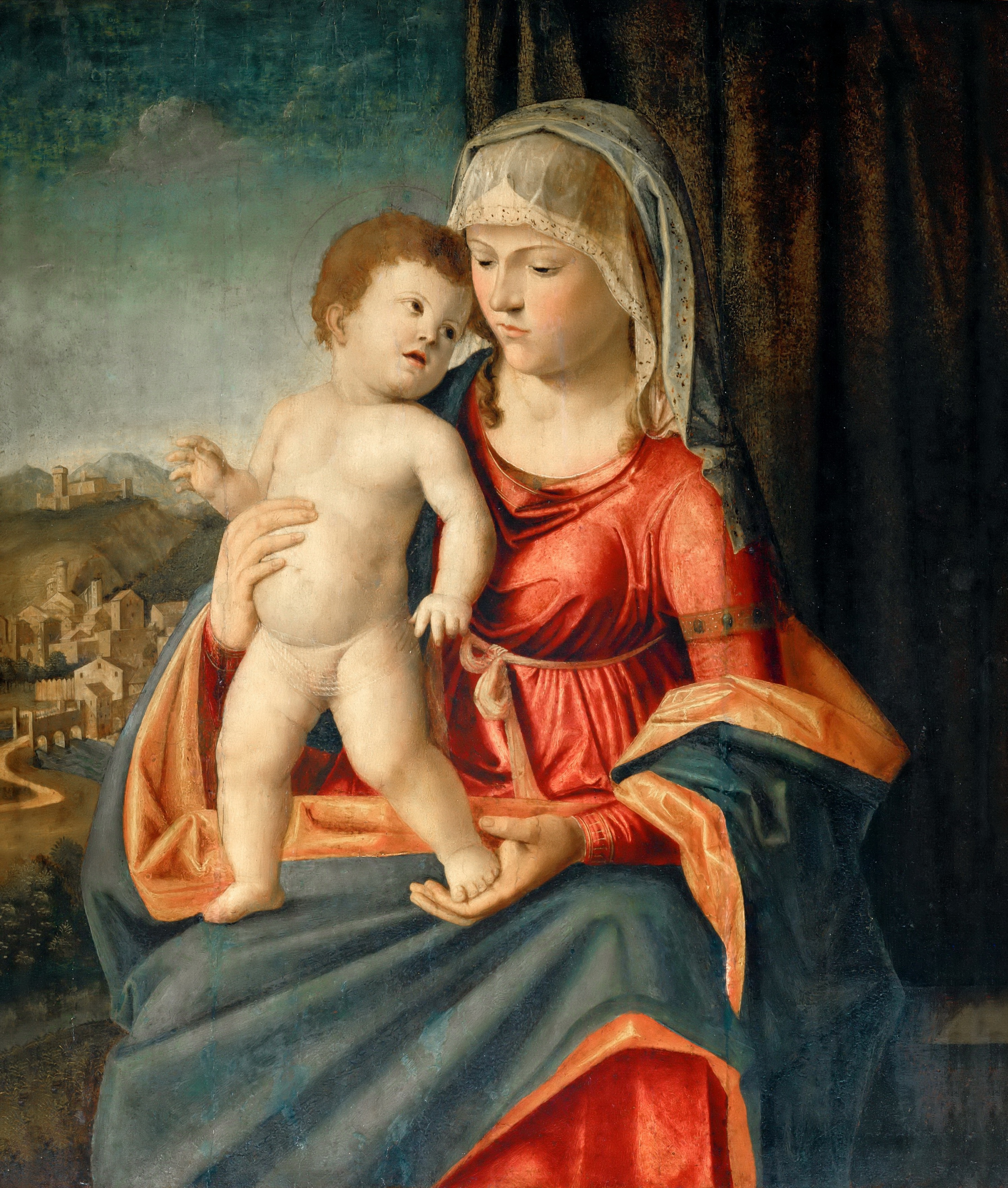
Поздний вариант работы мастерской Чимы, Лувр
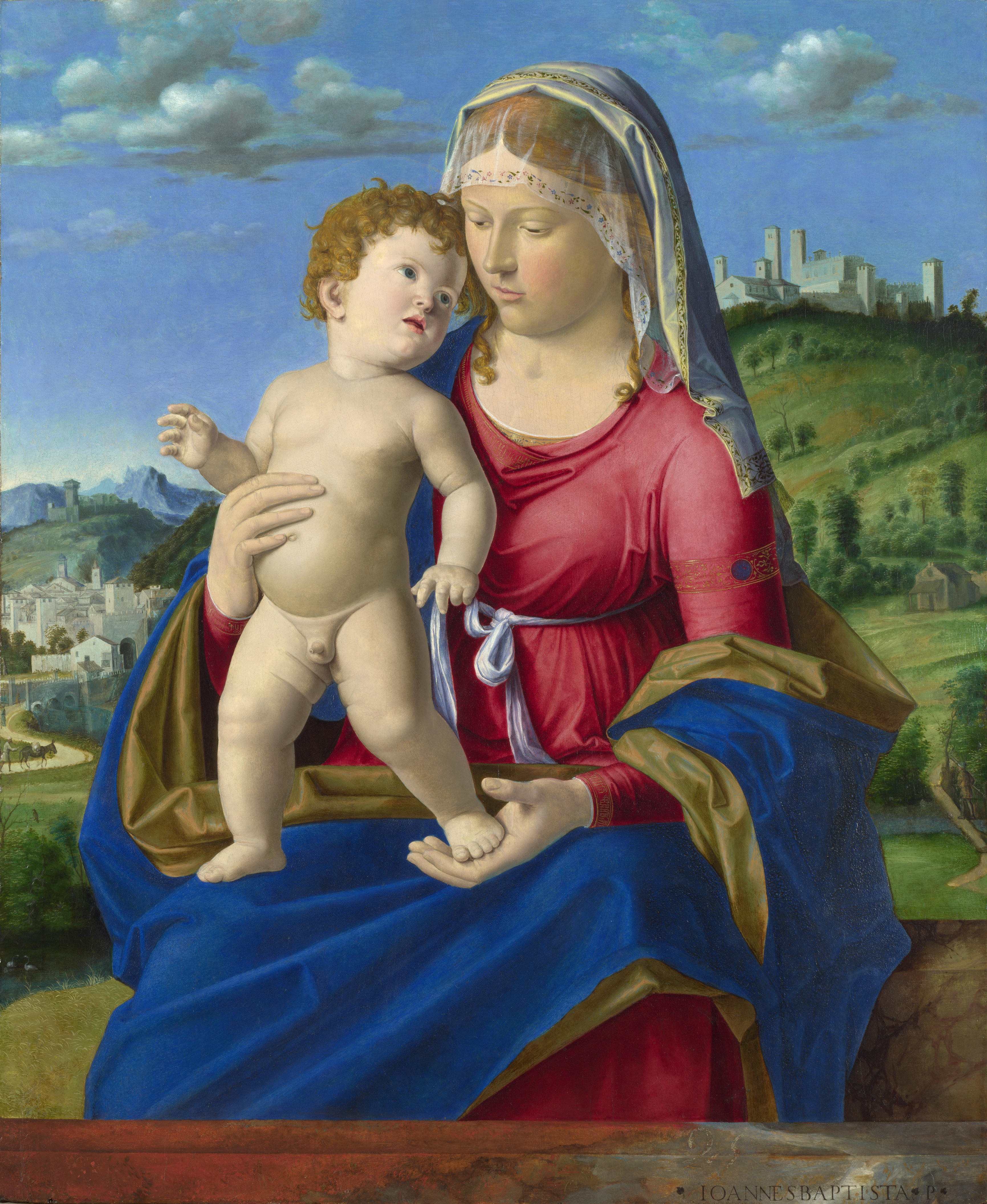
Вариант из Лондона
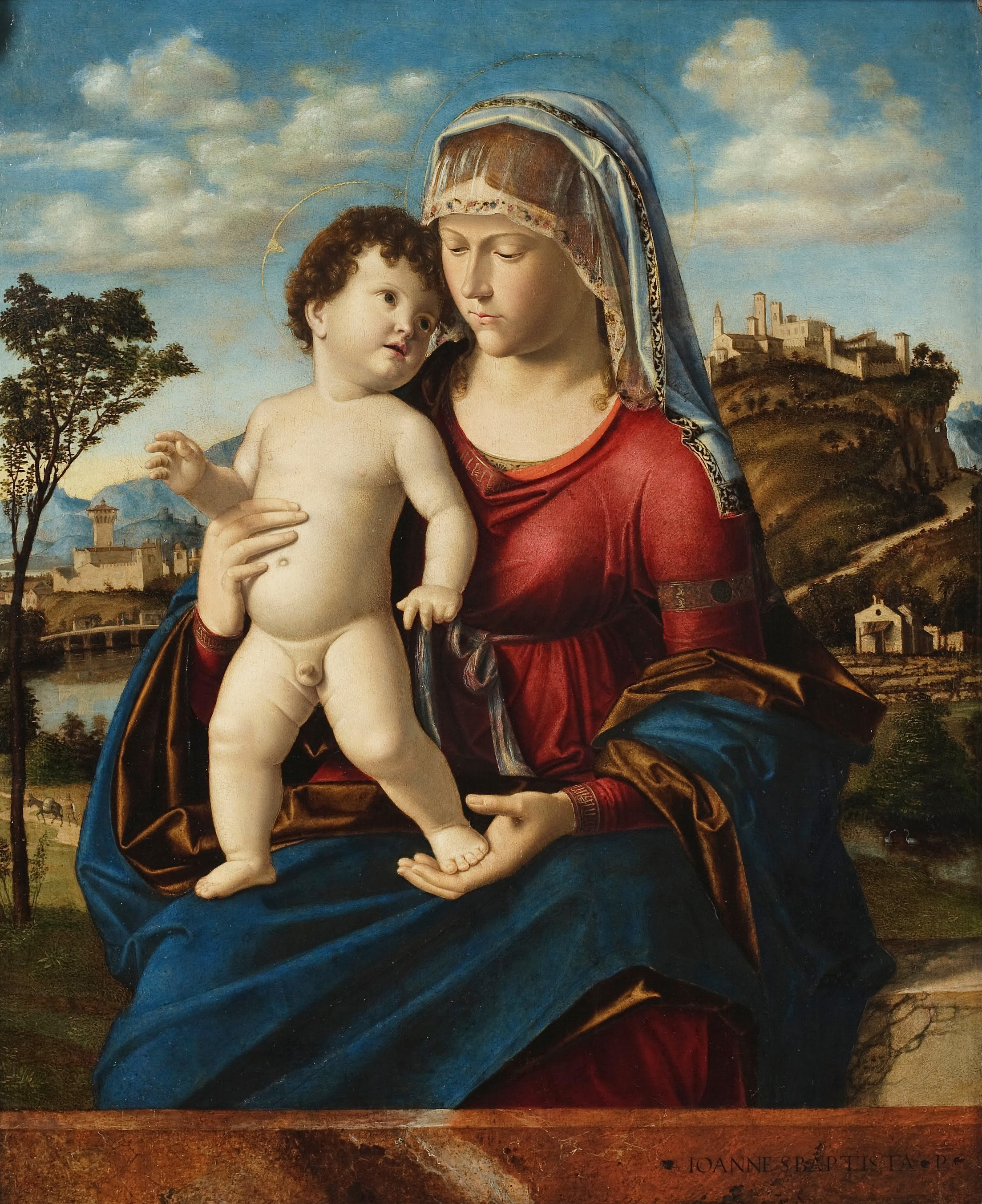
Вариант из Лос-Анджелеса
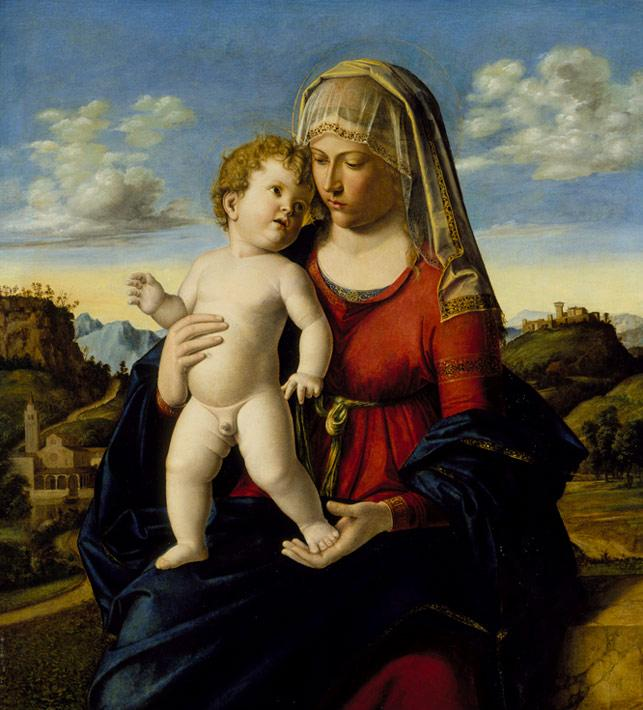
Вариант из Северной Каролины (до 1928 г. в Эрмитаже)
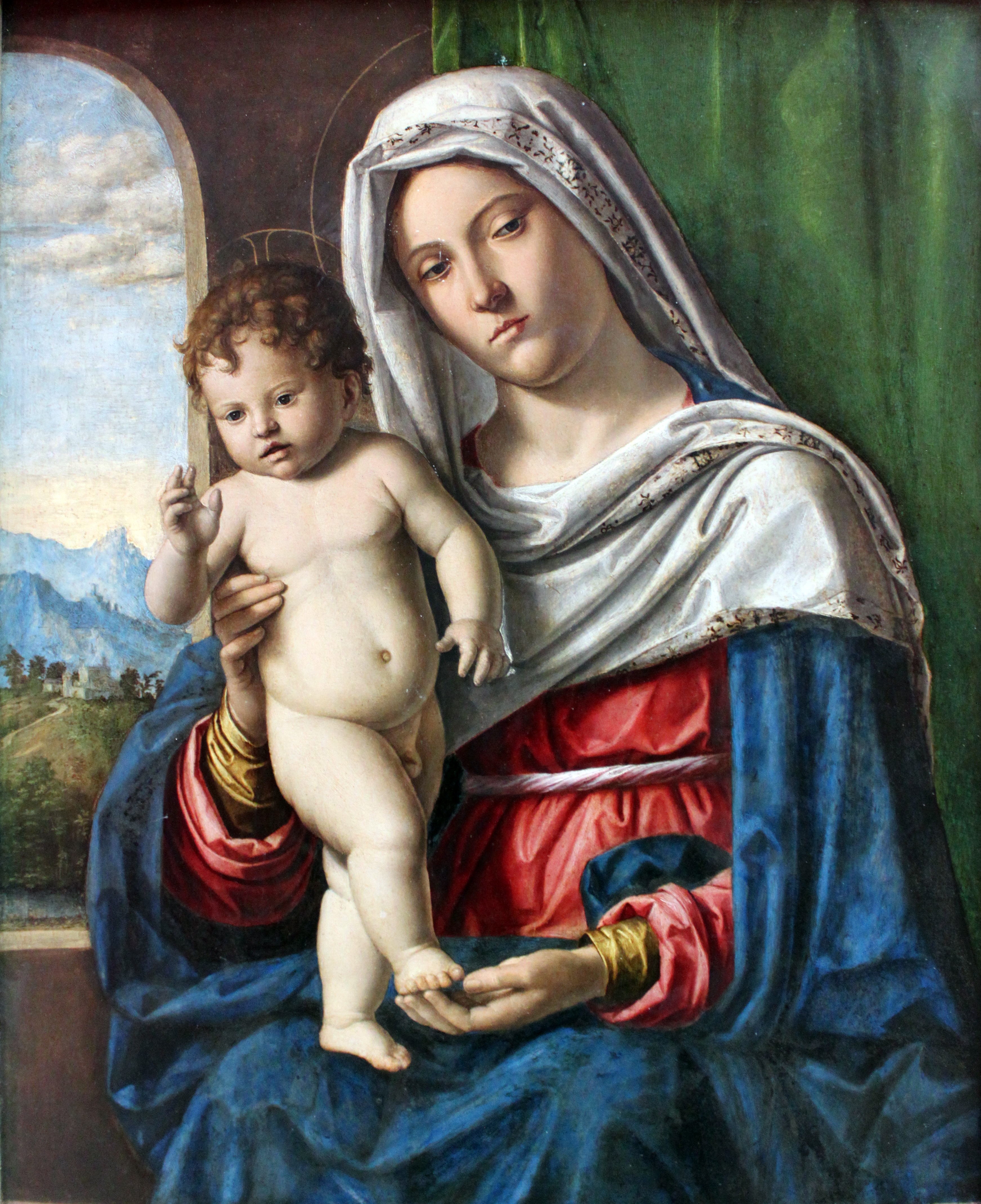
Вариант из Штеделевского института